# Лубянка (гмина)
Лубянка (пол. Łubianka) — сельская гмина (волость) в Польше, входит как административная единица в Торуньский повет, Куявско-Поморское воеводство. Население — 5683 человека (на 2004 год).

## Сельские округа
1. Бежглово
2. Бискупице
3. Бронхново
4. Дембины
5. Лубянка
6. Пигжа
7. Пшечно
8. Варшевице
9. Выбч
10. Выбчик
11. Вымыслово
12. Замек-Бежгловски
13. Лещ
14. Сломово

## Соседние гмины
1. Гмина Хелмжа
2. Гмина Лысомице
3. Гмина Унислав
4. Гмина Злавесь-Велька